# Epistemologia genética
A Epistemologia Genética (em grego clássico: ἐπιστήμη, transl. episteme: conhecimento, logos: estudo, Γένεσις,: origem) ou Concepção Piagetiana, é uma teoria do conhecimento, uma área das ciências humanas desenvolvida pelo biólogo suiço Jean Piaget, que busca o entendimento científico da perpetuação do conhecimento (possibilidades e limitações) como ele surge e como se desenvolve, utilizando o Método Clínico. É uma síntese das teorias do apriorismo e do empirismo, que busca explicar como o sujeito passa de um conhecimento simples para um mais complexo. Esta diz que o conhecimento não é inerente ao próprio indivíduo, como postula o apriorismo, nem que o conhecimento provenha totalmente das observações do meio que o cerca, como postula o empirismo.
A Epistemologia postula que a aquisição de conhecimentos depende tanto das estruturas cognitivas do indivíduo como da interação do com seu meio (semelhante as proposições das neurociências), ocorrendo através de 4 fases (sensório-motor, pré-operatório, operatório concreto, operatório formal).
Durante sessenta anos, Piaget buscou investigar o desenvolvimento do conhecimento e da inteligência humana e, as ciências do cérebro, coordenando projetos de pesquisas, que deram base à compreensão contemporânea do desenvolvimento infantil. Piaget tem formação inicial em Biologia, por isso alguns conceitos desta disciplina influenciaram sua teoria e descobertas na área infantil.

## Etimologia
Epistemologia Genética, união dos vocábulos gregos, “episteme” significa conhecimento ou ciência, e “logos” significa estudo ou discurso e, "geno" significa hereditariedade ou fazer nascer, "tica" significa técnica.
Epistemologia, representa uma filosofia: reflexão geral em torno da natureza, etapas do conhecimento humano; teoria do conhecimento; estudo dos postulados, conclusões e, métodos das diferentes formas do saber científico, ou das teorias e práticas em geral.
Genética, de Gênese, conjunto dos fatos ou elementos que concorrem para a formação de alguma coisa.
Desta forma, "Epistemologia Genética" expressa a ideia de busca pelo entendimento de como surgiu o conhecimento e como ele se modifica com o tempo.

## Estrutura e aprendizagem
A concepção piagetiana, diz que a aquisição de conhecimento ocorre através da relação entre o desenvolvimento cognitivo, a consolidação da estrutura neurológica de pensamento e, o desenvolvimento das características hereditárias (estudo Biologia e Conhecimento). Demonstrando que existe uma relação entre a capacidade de aprender e o desenvolvimento do sistema nervoso.
Da mesma forma a passagem entre estágios, depende da superação do anterior. Assim o desenvolvimento ocorre de forma que as aquisições de um período sejam integradas nos períodos posteriores.
A teoria depende de 4 elementos:
1. Maturação do sistema nervoso central;
2. Experiências físicas e lógicos;
3. Transmissão social;
4. Equilibração das estruturas cognitivas.

## Estágios do desenvolvimento
O desenvolvimento do conhecimento ocorre em 4 fases:
1. De 0 a 2 anos: Sensório-motor;
2. De 2 à 6 ou 7 anos: Pré-operatório;
3. De 7 à 11 anos: Operatório concreto, e;
4. De 11 aos 14 anos: Operatório formal.

### Sensório-Motor
De 0 a 2 anos: período mais elementar, em que a criança é introduzida no mundo e busca adquirir coordenação motora e entedimento sobre os objetos que a rodeiam. As suas capacidades estão limitadas em: manusear pequenos objetos, alimentação, e a os poucos locomover-se, inicialmente em pequenas distâncias, no fim do período consegue atingir distâncias um pouco mais extensas.
- Período em que a criança capta o mundo pelas sensações;
- O bebe pequeno inicialmente não separa o eu do objeto, ele e o mundo são uma coisa só.

### Pré-Operatório
De 2 à 7 anos: A criança adquire a habilidade verbal e simbólica, inicia o reconhecimento e nomeação dos objetos e raciocinar intuitivamente, mas ainda não consegue realizar operações lógicas:
- Fase bastante egocêntrica
- Realiza representações mentais de objetos

### Operatório Concreto
De 7 à 11 anos: Nesse período a criança começa a formar conceitos, como os de número e classes.
- Possui lógica consistente e habilidade de solucionar problemas concretos.

### Operatório Formal
De 11 aos 14 anos: O adolescente inicia o raciocinio lógico com enunciados verbais (hipóteses).
- Raciocínio hipotético-dedutivo;
- Deduções lógicas sem o apoio de objetos concretos;
- Refletir para além do real presente;
- Refletir sobre possibilidades;
- Fazer planos;
- Elaborar “teorias”;
- Construir “sistemas”, e;
- Pensar sobre o próprio pensamento.